# Elaphria stygiata
Elaphria stygiata là một loài bướm đêm trong họ Noctuidae.